# Maromokotro
Maromokotro es la montaña y el punto más alto de Madagascar, con una altura de 2876 metros. Se encuentra ubicado en el Macizo de Tsaratanana, en la parte norte de la isla principal.
Administrativamente está incluido en la Región de Diana. El mito o creencia popular local dice que los espíritus vienen aquí a pasear después de la muerte.